# Procamacolaimus dorylaimus
Procamacolaimus dorylaimus is een rondwormensoort uit de familie van de Camacolaimidae. De wetenschappelijke naam van de soort is voor het eerst geldig gepubliceerd in 2003 door Holovachov.